# Журавок (остановочный пункт)
Журавок — остановочный железнодорожный пункт Конотопской дирекции Юго-Западной железной дороги на линии Бахмач — Новобелицкая, расположенный севернее села Журавок.

## История
Был открыт на действующей ж/д линии Бахмач—Новобелицкая Юго-Западной железной дороги. Осуществлялись (Б) продажа билетов на поезда местного и дальнего следования без багажных операций. На топографической карте m-36-004 по состоянию местности на 1986 год не обозначен. 

## Общие сведения
Остановочный пункт представлен одной боковой и одной островной платформами. Имеет 2 пути. Нет здания вокзала. 

## Пассажирское сообщение
До 21.03.2020 года ежедневно станция принимала поезда сообщения Гомель—Сновск.